# Gare de Bassevelde
La gare de Bassevelde est une ancienne gare ferroviaire belge de la ligne 55A, de Zelzate à Eeklo située sur à Bassevelde, section de la commune d'Assenede, dans la province de Flandre-Orientale en Région flamande.
Mise en service en 1871 sur le chemin de fer concédé d'Anvers à Eeklo, elle ferme aux voyageurs en 1950.

## Situation ferroviaire
Établie à 3 m d'altitude, la gare de Bassevelde était située au point kilométrique (PK) 11.5 de la ligne 55A, de Zelzate à Eeklo entre les gares de Boekhoute et de Kaprijke.

## Histoire
La station de Bassevelde est mise en service, le 15 avril 1871 par la Compagnie du chemin de fer d'Eecloo à Anvers, lorsqu'elle ouvre à l'exploitation la section d'Assenede à Eeklo.
Reprise par les Chemins de fer de l'État belge en 1878, elle comporte déjà une voie de garage et une rampe de chargement. En 1888, l'État ajoute un pont à peser.
La ligne 55A ferme aux voyageurs le 1er août 1950. Plus aucun train de marchandises n'utilisant la section entre Assenede et Kaprijke, la gare de Bassevelde est désaffectée et les rails sont retirés dans les années 1960.

## Patrimoine ferroviaire

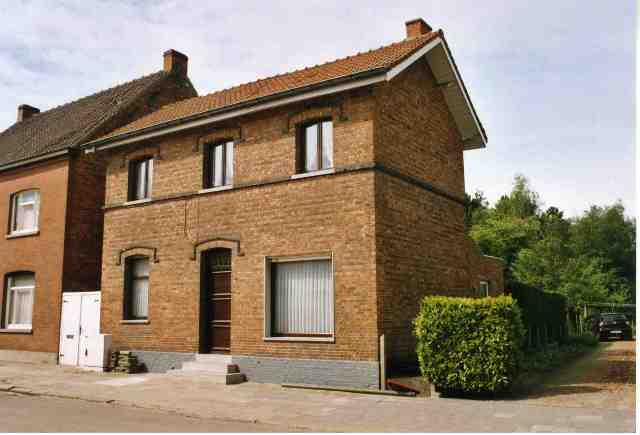
Maison de garde-barrière.

Le bâtiment des recettes a été démoli après la fin du service des voyageurs. Il était identique aux autres stations de la compagnie, notamment Boekhoute et Stekene. Ce bâtiment se caractérisait par un étroit corps de logis avec, à sa droite, une aile de trois travées pour les voyageurs et, sur la gauche, une aile de service dont la longueur a été portée à trois travées.
Le site de la gare a été remplacé par le terre-plein et les entrepôts d'un commerce de carburant. De l'autre côté de la chaussée subsiste la maison de garde-barrière.
Un chemin asphalté pour les cyclistes et promeneurs a été aménagé entre Bassevelde et Zelzate. En 2022, il est en cours de des travaux ont lieu pour son prolongement jusqu'à la commune de Kaprijke, complétant le tronçon vers Eeklo.